# Emanuel Hirsch (théologien)
Pour les articles homonymes, voir Hirsch et Emmanuel Hirsch (éthique).
Emanuel Hirsch (Bentwisch près de Wittenberge, 14 juin 1888 – Göttingen, 17 juillet 1972) est un théologien protestant allemand. Auteur de nombreux ouvrages de théologie et d’œuvres littéraires, il était aussi un représentant éminent des Chrétiens allemands, c'est-à-dire d’un groupe de protestants favorables au national-socialisme.

## Parcours théologique
Fils d’un pasteur brandebourgeois, Hirsch fit ses études à l’université Humboldt de Berlin, où il eut notamment pour professeurs Karl Holl et Adolf von Harnack. Au Wingolfsbund, ligue étudiante chrétienne (interconfessionnelle et apolitique) dont il était membre, il fit la connaissance de Paul Tillich, avec lequel il se lia d’amitié pendant peu de temps. Après l’agrégation (1915) et une période d’activité en tant que privatdozent (professeur non titularisé) à l’université de Bonn, il enseigna à partir de 1921 l’histoire de l'Église à l’université de Göttingen, et après 1936, également la théologie systématique.
Spécialiste de Martin Luther et de Kierkegaard, il traduisit ce dernier en langue allemande. Il était par ailleurs un profond connaisseur de l’idéalisme allemand.
Le point de départ de Hirsch est la reconnaissance que l’exigence moderne de la certitude personnelle est devenue incontournable et irréversible, et que par conséquent la théologie ne peut plus se satisfaire de simplement ressasser les dogmes traditionnels autorisés, mais doit désormais viser à interpeller la conscience des individus. La conscience (conscience morale ― allemand Gewissen) est un concept clef de la pensée de Hirsch.
Hirsch se pencha également sur des questions relatives au Nouveau Testament, telles que l’histoire de la tradition évangélique ou l’essence de la croyance pascale. Plus tard dans sa vie, il voulut aussi donner corps à ses expériences religieuses et théologiques par le biais de la création littéraire, en particulier à travers plusieurs romans.
L’œuvre de Hirsch est extraordinairement multiple et garde encore aujourd’hui une place dans l’enseignement de la théologie et de la philosophie. Cependant, l’accueil qui a été réservé à cette œuvre reste en deçà de ses potentialités, ce qui est sans nul doute à mettre en rapport avec le soutien apporté par son auteur à l’idéologie nazie.

## National-socialisme
Hirsch était durant la république de Weimar un partisan du politicien nationaliste allemand Alfred Hugenberg. Il devint un des porte-parole des Chrétiens allemands et le conseiller en théologie du futur évêque du Reich Ludwig Müller. Quoique ne se qualifiant pas lui-même de national-socialiste, il désigna néanmoins, lors des élections présidentielles de 1932, Adolf Hitler comme le seul espoir d’une renaissance nationale. Après la prise du pouvoir par ce dernier, il écrivit : « Nul peuple au monde n’a comme le nôtre un homme d’État à qui le christianisme importe tant ; lorsque, le 1er mai, Adolf Hitler clôtura son grand discours par une prière, le monde entier en ressentit la merveilleuse sincérité. »
À Leipzig, le 11 novembre 1933, il était un des orateurs présents à la réunion convoquée pour marquer « le ralliement des professeurs des universités et des écoles supérieures d’Allemagne à Adolf Hitler et à l’État national-socialiste ». En 1937, Hirsch adhéra au NSDAP et devint membre de soutien (« Fördermitglied ») de la SS. Il s’affilia en outre au Nationalsozialistischer Lehrerbund (Association des enseignants nazis) et à la Nationalsozialistische Volkswohlfahrt (Progrès populaire national-socialiste).
Hirsch, qui condamnait tous ceux qui adoptaient une attitude critique vis-à-vis de Hitler, alla jusqu’à dénoncer collègues et étudiants. Ainsi par exemple eut-il une part déterminante dans le limogeage de son collègue réformé Karl Barth, écarté de sa chaire à l’université de Bonn. Le 19 août 1941, il perdit son fils Peter (né en 1923), tué lors de combats près de Gomel. Peu après la guerre, il s’empressa de démissionner de ses fonctions, compromettant par là son droit à une pension de retraite. Il justifia cette démarche par des problèmes de santé ; s’il est vrai en effet qu’il souffrait, depuis 1931 déjà, d’une quasi-cécité, il est généralement admis néanmoins que son départ à la retraite constituait une tentative de se dérober à la dénazification,.

## Écrits théologiques
- Fichtes Religionsphilosophie im Rahmen der philosophischen Gesamtentwicklung Fichtes, 1914
- Christentum und Geschichte in Fichtes Philosophie, 1920
- Leitfaden zur christlichen Lehre, 1938
- Hilfsbuch zum Studium der Dogmatik, 1937 (4. Aufl. 2002  (ISBN 3-11-001242-1))
- Lutherstudien, 2 Bde., 1954
- Geschichte der neuern evangelischen Theologie im Zusammenhang mit den allgemeinen Bewegungen des europäischen Denkens, 5 Bde. 1949-54 (5. Aufl. 1975)

## Œuvres littéraires
- Der Heckenrosengang : roman. 1954 (nouv. tirage 1974  (ISBN 3-7806-0040-4))
- Der neungekerbte Wanderstab. 1955
- Nothnagel : roman. 1956
- Rückkehr ins Leben : récit. 1957
- Die unerbittlichen Gnaden : récit. 1958
- Frau Ilsebill. 1959
- Die Brautfahrt und andere wunderliche Geschichten. 1960
- Geschichten von der Markscheide. Récits. 1963